# Helicops acangussu
Helicops acangussu — вид змій родини полозових (Colubridae). Ендемік Бразилії. Описаний у 2022 році.

## Поширення і екологія
Helicops acangussu відомі з типової місцевості, розташованої на лівому березі річки Мадейра в муніципалітеті Порту-Велью на півночі штату Рондонія, на висоті 86 м над рівнем моря.